# Lamjamee Lamkrak
Lamjamee Lamkrak is een bestuurslaag in het regentschap Aceh Besar van de provincie Atjeh, Indonesië. Lamjamee Lamkrak telt 208 inwoners (volkstelling 2010).